# Морозов, Анатолий Петрович (учёный)
Анато́лий Петро́вич Моро́зов (17 марта 1901, Санкт-Петербург — ?) — советский инженер, специалист в области радиотехники. Лауреат Сталинской премии.
Окончил Ленинградский электромеханический институт им. В. И. Ульянова (Ленина) (1929).
В 1930—1932 годах руководитель энерготранспортного сектора в Уралмастходе (Свердловск). В 1932—1937 годах инженер Артиллерийской академии им. Дзержинского, Ленинград.
В 1937—1940 годах групповой инженер научно-исследовательской лаборатории артиллерийских приборов Главного артиллерийского управления РККА, Москва.
В 1941—1951 годах в НИИ-10 (будущий «Альтаир»): руководитель разработки векторно-электрического прибора управления артиллерийским зенитным огнём (ВЭПУАЗО).
Лауреат Сталинской премии 1943 года — за работу в области военной техники.
Награждён орденом Красной Звезды (1945) и медалями.